# Trias (Bootsklasse)

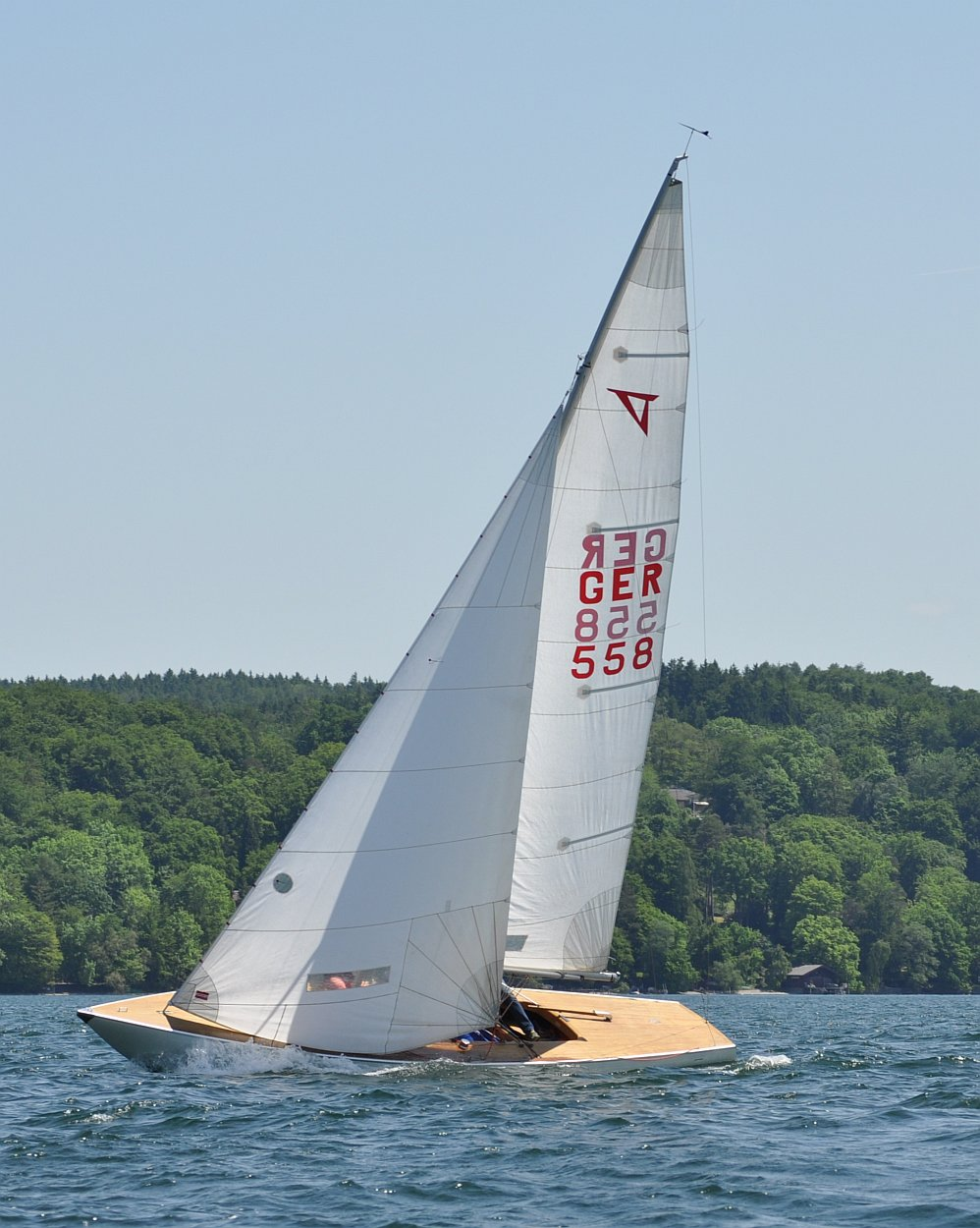
Trias auf dem Starnberger See

Die Trias ist eine Dreimann-Kielboot-Klasse. Sie wurde 1968 für den IYRU-Wettbewerb entworfen, bei dem die Soling als Sieger hervorging. Konstrukteur des Schiffes war Helmuth Stöberl.
Die Trias wird als Einheitsklasse von der deutschen Bootswerft Ott-Yacht GmbH am Bodensee gebaut. Das Boot ist unsinkbar.
Charakterisierung: Sicheres, klassisches Rennboot, das auch familientauglich ist.